# Werner Nolopp

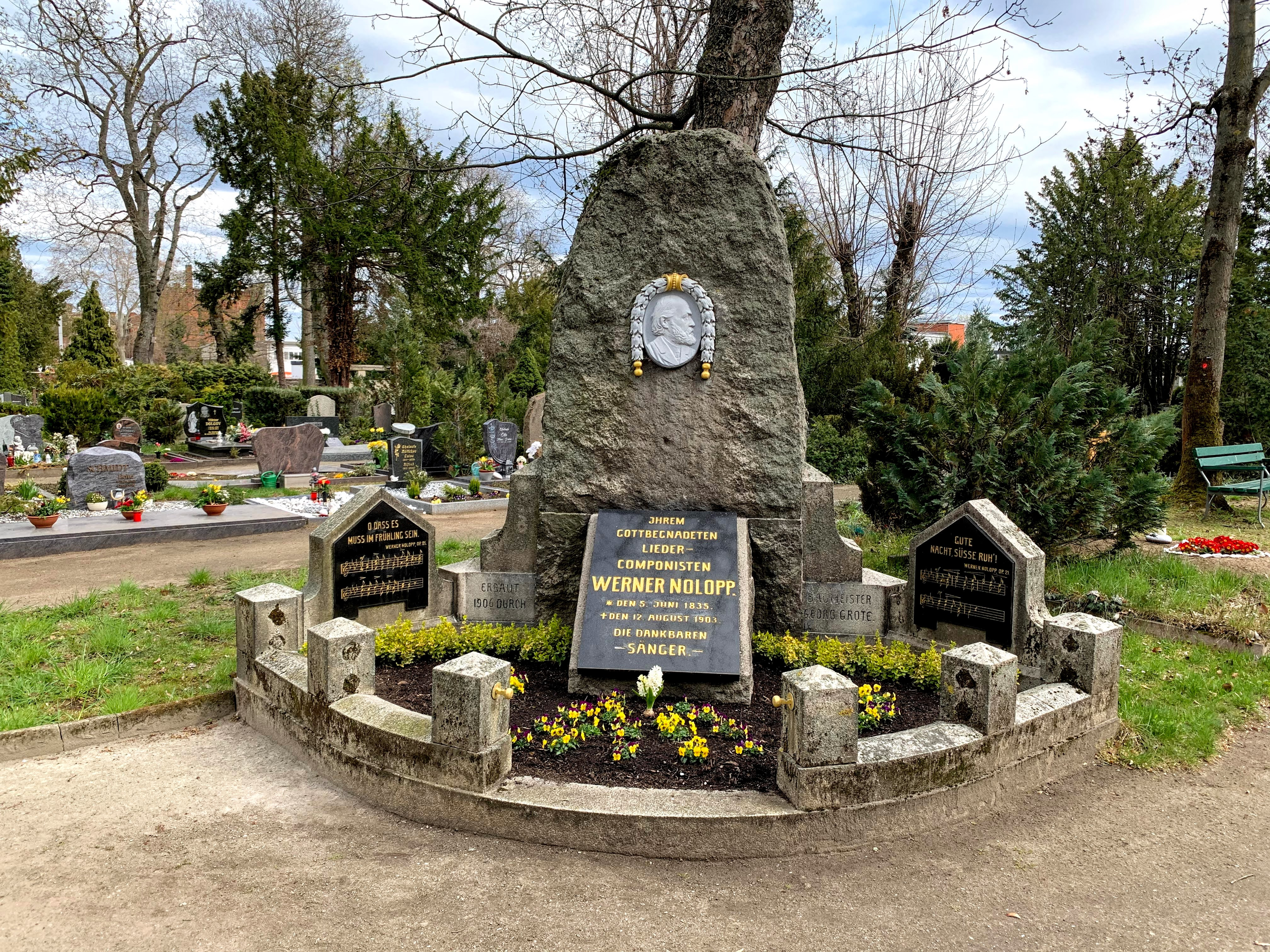
Grab Werner Nolopps auf dem Neustädter Friedhof in Magdeburg.

Friedrich Ernst Arnold Werner Nolopp (* 5. Juni 1835 in Stendal; † 12. August 1903 in Magdeburg) war ein deutscher Lehrer, Dirigent, Chorleiter und Komponist, welcher durch sein Wirken sehr mit der Stadt Aken verbunden ist. 

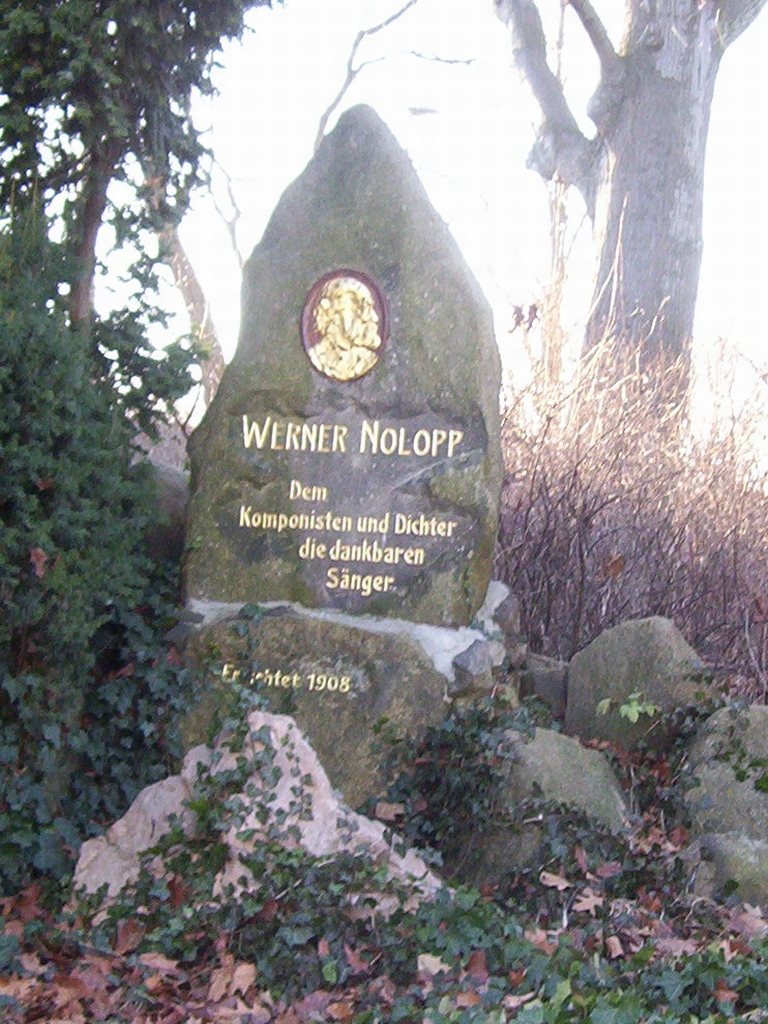
Werner Nolopp Denkmal in Aken

## Leben
Werner Nolopp wurde als zweiter Sohn des Lehrers und Domorganisten Heinrich Nolopp geboren. Er hatte sechs Geschwister und sein Vater verstarb schon früh. Nach dem Besuch des Gymnasiums in Stendal arbeitete Nolopp als Schriftsetzer, war zeitweilig Privatschreiber an der Kreiskasse zu Stendal und Klavierlehrer. Lediglich durch Privatunterricht bildete sich Nolopp fort und bestand 1857 die erste Lehrerprüfung in Halberstadt, ohne je ein Lehrerseminar besucht zu haben. Er war danach Reise- und Hilfsschullehrer in Carow und Detershagen. 1860 legte Nolopp die zweite Lehrerprüfung in Osterburg ab. Gefördert durch Musikdirektor Zimmermann in Osterburg, welcher zuerst seine musikalischen Anlagen erkannte, erhielt Nolopp eine Stelle als Lehrer und Organist in Walterburg. 1864 heiratete Nolopp die Tochter des Superintendenten Gevert in Magdeburg und ging nun nach Wanzleben, wo er als Armenschullehrer tätig war. 
Ab 1865 übernahm er als Adjunkt die Küster- und Töchterschullehrerstelle. 1876 nahm Nolopp die Stelle des Kantors und Organisten in Aken an und blieb dort bis 1894. Gesundheitliche Probleme erzwangen dann einen vorzeitigen Ruhestand. Nolopp wohnte danach zeitweilig in Biederitz und in Magdeburg-Neustadt. In Aken war Nolopp Leiter des Lehrergesangvereins, leitete auch den dortigen Schiffergesangverein. Vor allem hier erlebte er eine Zeit fruchtbaren musikalischen und literarischen Schaffens, das ihn weit über die engere Heimat hinaus bekannt machte. Nolopp schuf neben Liedern und Chorwerken, die in großer Zahl Gemeingut der deutschen Sängerschaft geworden sind, auch Werke für Orgel und Orchester. Eine Gesamtausgabe seiner Werke fehlt, doch ist ein Teil seiner Männerchorwerke erhalten geblieben. In Aken ist dem vielseitig begabten Werner Nolopp ein Denkmal errichtet worden, eine Straße sowie die Grundschule (vormals POS) sind nach ihm benannt.
Aus der Zeit von 1875 bis 1879 existieren auch Nachweise, dass sich Nolopp und einige seiner Freunde karnevalistisch betätigten. Sie gründeten den so genannten „Klumbatsch“ – Bund, der den Karneval in Aken zur damaligen Zeit organisierte. Unter dem Namen „Narraria“ existieren aus dieser Zeit 5 Zeitschriften, die der gleichnamige Faschingsverein jeweils jährlich veröffentlichte. Seit 2007 setzt der Narraria Club Aken 1875 e.V. die Traditionen der damaligen Zeit fort. Vorher hatten verschiedene andere Vereine (Rot – Weiß – Aken, Närrischer Männerchor Aken) den Fasching in Aken gefeiert.
2010 gibt es also ein kleines Jubiläum – 135 Jahre karnevalistische Aktivitäten in Aken deren Wurzeln zu Werner Nolopp zurück reichen.